# Lac de Kleinpritz
Le lac de Kleinpritz (Kleinpritzer See) est un lac du Mecklembourg en Allemagne qui fait partie de la région des lacs de Sternberg, à dix kilomètres au sud-est de la petite ville de Sternberg (arrondissement de Ludwigslust-Parchim). Il fait partie d'un espace naturel protégé, celui de la vallée moyenne du Mildenitz, affluent de la Warnow.
La profondeur moyenne du lac de Kleinpritz est de 7,7 mètres et sa profondeur maximale de 22,3 mètres. Sa superficie totale est de 2,42 km2. Trois hameaux se trouvent sur ses rives : Schlowe au nord-est, Klenpritz au sud-est et Kukuk au sud-ouest, dans un paysage de forêts. La seule partie cultivée du rivage se trouve au sud du lac qui forme un peu plus à l'ouest une sorte de baie avec des îlots en face de Kukuk.
Le lac de Kleinpritz est alimenté par le lac de Dabel et se déverse dans la petite rivière Schlower Bach qui se jette dans le Mildenitz.